# Cryptus tuberculatus
Cryptus tuberculatus là một loài tò vò trong họ Ichneumonidae.